# 에니스 바르디
에니스 바르디(마케도니아어: Енис Барди, 1995년 7월 2일~)는 쉬페르리그의 코니아스포르와 북마케도니아 국가대표팀에서 공격형 미드필더로 활약하고 있는 북마케도니아의 축구 선수이다.

## 구단 경력

### 초기 경력
북마케도니아 스코페에서 알바니아 출신 부모 밑에서 태어난 바르디는 슈쿠피에서 초기 경력을 시작했다. 이후 2013년 브뢴뷔의 유소년 시스템에 합류했다. 하지만 그해 11월, 스웨덴 2부 리그 클럽 프레스파 비를리크와 1년 프로 계약에 합의했다. 그는 10경기에 출전해 5골을 넣으며 강등 위기에서 간신히 벗어났다.

### 우이페슈트
2014년 8월, 바르디는 헝가리의 넴제티 버이녹샤그 I 클럽 우이페슈트로 이적하여 재판을 받았고, 이달 말 3년 계약을 체결했다.

### 레반테
2017년 7월 17일, 바르디는 라리가의 레반테와 약 150만 유로에 3년 계약에 합의했다. 그는 8월 21일, 비야레알과의 홈 경기에서 1-0으로 승리하며 라리가 데뷔 전을 치렀다.
8월 26일, 그는 2-2로 비긴 데포르티보 라코루냐와의 홈 경기에서 데뷔골을 넣으며 1군 무대에서 직접 프리킥을 성공시켰다.

### 트라브존스포르
2022년 8월 12일, 레반테가 라리가에서 강등된 후 바르디는 튀르키예의 쉬페르리그 클럽 트라브존스포르로 이적했다.

## 국가대표팀 경력
바르디는 북마케도니아에서 알바니아계 코소보인 가정에서 태어났기 때문에 북마케도니아, 알바니아 또는 코소보를 대표할 자격이 있었다. 바르디는 알바니아를 대표하고 싶어했고, "스코페에서 알바니아인 가족과 함께 알바니아에서 뛰고 싶지 않은 알바니아인이 태어났다고 생각하지 않다"라고 말했다. 알바니아 축구 협회의 스카우팅 매니저로 임명된 레디 주피는 바르디에게 접근하거나 바르디의 에이전트에게 응답하지 않았다. 북마케도니아 축구 연맹이 진정한 관심을 보였고 바르디는 알바니아 축구 협회의 상황 처리와 대응을 프로답지 않은 것으로 보고 마케도니아의 소집을 수락했다.
그러나 알바니아 축구 협회의 대표인 제트미르 살리후는 바르디와 선수 사이의 모든 문자 메시지를 공개하며 바르디의 주장을 일축하며 바르디가 애초에 알바니아 국가대표팀에서 뛰는 데 관심이 없다는 것을 보여주었다. 그는 또한 "2010년부터 수백 건의 사건이 발생했고, 결국에는 국가대표팀을 거부한 축구 선수들이 알바니아 국민의 동정심을 얻기 위해 FSHF를 유죄로 만들고 싶다는 이유로 그런 성명을 발표했다"며 이 선수가 알바니아 국민에게 영웅으로 비춰질 목적으로 협회 이미지를 훼손하려 했다고 비난했다.
바르디는 U-17, U-19, U-21 북마케도니아 국가대표팀으로 활약한 후 2015년 3월 27일, 벨라루스와의 UEFA 유로 2016 예선 홈 경기에서 아르팀 폴로자니와 전반전 교체 투입되어 성인 국가대표 데뷔 전을 치렀다.
바르디는 북마케도니아의 UEFA 유로 2020 국가대표팀에 포함되어 조별 리그 3경기에 모두 출전했다. 2023년 9월, 그는 북마케도니아 국가대표팀의 주장이 되었다.